# Dongle
Dongle (kinesiska: 东乐) är en köping i nordvästra Kina. Den ligger i Shandan härad i staden Zhangye i provinsen Gansu, omkring 410 kilometer nordväst om provinshuvudstaden Lanzhou. Antalet invånare är 11 027. Befolkningen består av 5 512 kvinnor och 5 515 män. Barn under 15 år utgör 21,0 %, vuxna 15-64 år 71 %, och äldre över 65 år 6,0 %.